# Olkusz (gmina)
Olkusz – gmina miejsko-wiejska w województwie małopolskim, w powiecie olkuskim. W latach 1975–1998 gmina położona była w województwie katowickim.
Siedzibą gminy jest Olkusz, którego mieszkańcy stanowią aż 70,7% ludności, a którego powierzchnia stanowi zaledwie 17% gminy.
Według danych z 1 stycznia 2024 roku liczba mieszkańców gminy wynosi 45 630 (96. miejsce w kraju), a powierzchnia 15091 ha (664. miejsce w kraju).

## Struktura powierzchni
Według danych z 1 stycznia 2024 roku gmina Olkusz ma obszar 150,91 km², w tym:
- miasto Olkusz: 25,65 km²
- obszar wiejski: 125,26 km²

Według danych z 1 stycznia 2014 roku znaczną część gminy Olkusz stanowią obszary rolnicze oraz leśne, w tym:
- użytki leśne - 7 055 ha (46,8%)
  - lasy - 6 956 ha (46,1%)
  - grunty zadrzewione i zakrzewione - 99 ha (0,7%)
- użytki rolne - 6 635 ha (44%)
  - grunty orne - 5 896 ha (39,1%)
  - sady - 37 ha (0,2%)
  - łąki trwałe - 86 ha (0,6%)
  - pastwiska trwałe - 284 ha (1,9%)
  - grunty rolne zabudowane - 332 ha (2,2%)

Gmina stanowi 24,41% powierzchni powiatu olkuskiego.

## Demografia

### Ludność według płci
(Stan na 31 grudnia każdego roku)
| Rok             | 1995   | 1998   | 2003   | 2008   | 2013   | 2018   | 2023   |
| --------------- | ------ | ------ | ------ | ------ | ------ | ------ | ------ |
| Liczba ludności | 52 847 | 52 715 | 50 457 | 50 041 | 50 016 | 49 026 | 45 630 |
| Liczba mężczyzn | 26 094 | 25 993 | 24 581 | 24 286 | 24 287 | 23 703 | 21 955 |
| Liczba kobiet   | 26 753 | 26 722 | 25 876 | 25 755 | 25 729 | 25 323 | 23 675 |

### Piramida wieku
(Stan na 31 grudnia 2023 roku)

## Jednostki pomocnicze gminy
W skład gminy Olkusz wchodzi 20 sołectw oraz 10 osiedli miasta Olkusz.

### Sołectwa
- Bogucin Mały
- Braciejówka
- Gorenice
- Kogutek
- Kosmolów
- Niesułowice
- Olewin
- Osiek
- Pazurek
- Podlesie Rabsztyńskie
- Rabsztyn
- Sieniczno
- Troks
- Wiśliczka
- Witeradów
- Zadole Kosmolowskie
- Zawada
- Zederman
- Zimnodół
- Żurada

### Osiedla
- Osiedle Śródmieście
- Osiedle Centrum
- Osiedle Pakuska
- Osiedle Czarna Góra
- Osiedle Pomorzany
- Osiedle Glinianki
- Osiedle Młodych
- Osiedle Wschód
- Osiedle Słowiki
- Osiedle Skalskie

## Lista miejscowości
Dane dotyczące miast pochodzą z 30 czerwca 2024 roku
Dane dotyczące wybranych wsi i kolonii pochodzą z 31 marca 2021 roku z Narodowego Spisu Powszechnego 2021
| Nazwa                 | Populacja | Rodzaj  |
| --------------------- | --------- | ------- |
| Olkusz                | 32 048    | miasto  |
| Osiek                 | 1 961     | wieś    |
| Zederman              | 1 370     | wieś    |
| Gorenice              | 1 283     | wieś    |
| Żurada                | 1 216     | wieś    |
| Kosmolów              | 1 110     | wieś    |
| Witeradów             | 975       | wieś    |
| Braciejówka           | 773       | wieś    |
| Sieniczno             | 766       | wieś    |
| Zimnodół              | 689       | wieś    |
| Zawada                | 628       | wieś    |
| Troks                 | 556       | wieś    |
| Niesułowice           | 517       | wieś    |
| Bogucin Mały          | 495       | wieś    |
| Olewin                | 435       | wieś    |
| Podlesie Rabsztyńskie | 360       | wieś    |
| Rabsztyn              | 214       | wieś    |
| Pazurek               | 161       | kolonia |
| Wiśliczka             |           | wieś    |
| Dworskie              |           | kolonia |
| Zadole Kosmolowskie   |           | kolonia |
| Czarny Las            |           | osada   |
| Kogutek               |           | osada   |
| Kolonia Zimkówka      |           | osada   |
| U Granic              |           | osada   |

## Związki wyznaniowe
Na terenie gminy Olkusz działają następujące związki wyznaniowe:
- Kościół rzymskokatolicki[9][10]
  - Parafia św. Andrzeja Apostoła w Olkuszu
  - Parafia św. Barbary w Olkuszu
  - Parafia Dobrego Pasterza w Olkuszu
  - Parafia św. Maksymiliana Marii Kolbego w Olkuszu
  - Parafia Świętej Trójcy w Braciejówce
  - Parafia św. Mikołaja w Gorenicach
  - Parafia Najświętszej Maryi Panny Częstochowskiej w Kosmolowie
  - Parafia Najświętszej Maryi Panny Królowej Świata w Osieku

- Świadkowie Jehowy[11]
  - Olkusz–Południe
  - Olkusz–Północ

- Kościół greckokatolicki[12]
  - Duszpasterstwo Greckokatolickie w Olkuszu

- Kościół Zielonoświątkowy[13]
  - Zbór Kościoła Zielonoświątkowego „Arka” w Olkuszu

- Kościół Adwentystów Dnia Siódmego[14]
  - grupa w Olkuszu

## Sąsiednie gminy
Bolesław, Bukowno, Jerzmanowice-Przeginia, Klucze, Krzeszowice, Sułoszowa, Trzebinia, Trzyciąż, Wolbrom